# Parc provincial Marten River
Le parc provincial Marten River (anglais : Marten River Provincial Park) est un parc provincial situé dans la près du hameau de Marten River à Temagami, au nord-est de l'Ontario (Canada).
Le parc propose 193 terrains de campings dans deux terrains de camping, Chicot et Assinika. L'attraction du parc est une réplique d'un camp de bûcherons de la fin du XIXe siècle, avec un musée, des bâtiments du camp et du matériel d'exploitation forestière de période.